# بيوتر جراباركزيك
بيوتر جراباركزيك (بالبولندية: Piotr Grabarczyk) مواليد 31 أكتوبر 1982 في أولشتين، بولندا، هو لاعب كرة يد بولندي. مثل منتخب بولندا لكرة اليد. حقق المركز الثالث في بطولة العالم لكرة اليد للرجال 2015.

## سجل المنافسة
شارك في البطولات التالية:
- بطولة العالم لكرة اليد للرجال 2015
- بطولة أوروبا لكرة اليد للرجال 2014
- بطولة أوروبا لكرة اليد للرجال 2016

## الميداليات
| الميدالية | المسابقة                           |
| --------- | ---------------------------------- |
| برونزية   | بطولة العالم لكرة اليد للرجال 2015 |

## روابط خارجية
- بيوتر جراباركزيك على موقع الاتحاد الأوروبي لكرة اليد (الإنجليزية)